# Хронология гражданской войны в Сирии (2019)
Гражданская война в Сирии — конфликт, начавшийся весной 2011 года как локальное гражданское противостояние и переросший в восстание против режима Башара Асада, в которое с течением времени оказались вовлечены не только основные государства региона, но и международные организации, военно-политические группировки и мировые державы.
Основными участниками конфликта являются регулярные вооружённые и военизированные формирования, выступающие на стороне действующего президента Башара Асада (Сирийская арабская армия, Национальные силы обороны, а также шиитские добровольческие вооружённые формирования, обученные и вооружённые Ираном), формирования «умеренной» сирийской оппозиции (Свободная сирийская армия, арабские суннитские племенные формирования), курдские регионалисты (Отряды народной самообороны), а также различного рода исламистские и джихадистские террористические группировки (ИГ, Фронт ан-Нусра и т. д.).

## Предыстория
Стремительное наступление «Исламского государства» и захват террористами значительных территорий Сирии и Ирака летом 2014 года стали поводом для начала военной интервенции США и её союзников, которые с сентября 2014 года наносят авиаудары по позициям исламистов в Сирии, а также вооружают и обучают отряды так называемой «умеренной оппозиции». С 30 сентября 2015 года по просьбе президента Башара Асада военную операцию в Сирии проводят Воздушно-космические силы Российской Федерации, которые координируют свои действия с правительственными войсками.
Из четырёх зон деэскалации, о создании которых на территории Сирии Иран, Россия и Турция договорились в конце сентября 2017 года, к концу лета 2018 года сохранилась всего одна — в Идлибе и на части территорий соседних провинций (по турецким оценкам, в районе проживает около 3,5 млн человек). Остальные анклавы вооружённой оппозиции перешли под контроль сирийских властей, что стало возможно отчасти благодаря тому, что не желающим мира повстанцам при посредничестве российского Центра по примирению враждующих сторон предоставлялась возможность эвакуироваться в Идлиб. Идлиб, согласно договорённостям, был зоной контроля Турции: по её периметру размещены наблюдательные посты турецких ВС, многие из здешних группировок, относящиеся к так называемой «умеренной» оппозиции, Турция поддерживала на протяжении всей войны в Сирии. 17 сентября 2018 года Россия и Турция подписали меморандум о стабилизации обстановки в провинции Идлиб и создании демилитаризованной зоны вдоль линии соприкосновения сирийских войск и вооружённой оппозиции.
19 декабря 2018 года в США было объявлено о начале вывода американских войск из Сирии — по словам президента Трампа, в связи с выполнением основной задачи — уничтожения террористической группировки «Исламское государство». В то же время было заявлено о намерении продолжать совместные действия США и их союзников с целью «лишить радикальных исламских террористов территории, финансирования, поддержки и любых способов проникновения через границы». Издание Buzz Feed сообщило, что американские войска будут эвакуированы в том числе и с базы Эт-Танф на юге Сирии, недалеко от границы с Иорданией.
1 января 2019 года газета The New York Times со ссылкой на источники в администрации сообщила, что Дональд Трамп согласился продлить срок вывода американских военнослужащих из Сирии до четырёх месяцев для уничтожения «остатков ИГ».

Официальный флаг Сирии

Флаг, используемый умеренной оппозицией

## Январь
3 января курдские «Силы народной самообороны» (YPG) начали вывод своих отрядов из города Манбидж. На первом этапе из города выведено более 400 курдских бойцов, которые направились в населённый пункт Каракозак, расположенный в 25 км на восточном берегу Евфрата. Вывод курдских формирований осуществляется в соответствии с двусторонним соглашением о нормализации обстановки в северных регионах Сирии.
8 января российская военная полиция приступила к патрулированию зоны безопасности вдоль сирийско-турецкой границы в районе населённого пункта Манбидж (север провинции Алеппо, 85 км от центра провинции) с задачей обеспечения безопасности и контроля за положением и перемещением вооружённых формирований. В декабре 2018 года сирийская армия вошла в город Манбидж после вывода из него курдских формирований и подняла над городом сирийский флаг. Курды согласились передать Манбидж сирийским властям в обмен на гарантию защиты города от турецкого вторжения.
8 января телеканал Al-Hadath сообщил, что отряды организации «Джебхат ан-Нусра», пытаясь расширить контролируемые территории в провинции Идлиб, организовали наступление на город Маарет-Нааман, удерживаемый поддерживаемой Турцией вооружённой оппозицией. Ранее «Джебхат ан-Нусра» овладела городом Атариб к западу от Алеппо (360 км от Дамаска), выдавив из него более тысячи боевиков группировок «Ахрар аш-Шам» и «Бригады Нуреддина аз-Зенги» вместе с членами семей. Всего с начала года под контроль «Джебхат ан-Нусры» перешло более 20 населённых пунктов, включая город Дарет-Изза. По сведениям курдского информационного агентства Firat, формирования «Джебхат ан-Нусры» вышли к населённому пункту Джендерис у границы района Африн, оккупированного турецкими войсками и формированиями протурецкой Свободной сирийской армии. 3 января вооружённые группировки, входящие во «Фронт национального освобождения», поддерживаемый Турцией, объявили о начале контрнаступления на позиции «Джебхат ан-Нусры» в провинциях Алеппо и Идлиб, однако смогли отбить лишь два населённых пункта в районе стратегического шоссе Латакия — Идлиб — Алеппо.
12 января Израиль нанёс удар по иранским складам оружия в аэропорту Дамаска.
16 января в центре Манбиджа в результате теракта погибло не менее 15 человек, в том числе четыре американских военнослужащих. Ещё трое американских военных были ранены. Взрыв прогремел внутри или возле ресторана, в котором в этот момент могли находиться не менее 15 американских военнослужащих. По данным турецкого телеканала NTV, взрыв устроил террорист-смертник.
19 января, по данным немецкого журнала Der Spiegel, в районе Хамы (центральная Сирия) произошли вооружённые столкновения между подразделениями «пророссийского» 5-го корпуса под командованием бригадного генерала Сухейля аль-Хасана и 4-й танковой дивизии под командованием брата президента Сирии Махера Асада, в ходе которых погибли от нескольких десятков до 200 человек. По сообщению израильского издания Nizv, занимающегося мониторингом информации на арабском языке, число жертв этих столкновений достигло 160 человек, причём напряжённость сохраняется как в этом, так и в других районах. Сообщается, что подобные столкновения между различными формированиями, входящими в коалицию проправительственных сил, происходили в различных районах и ранее. Последний конфликт был вызван попытками командования 4-й танковой дивизии снять блокпосты 5-го корпуса, изъять сельскохозяйственные земли для нужд проиранских сил и не допустить возвращения беженцев-суннитов в этот район, что могло бы привести к изменению этноконфессионального состава местного населения. По данным российских экспертов, численность 4-й дивизии Махера Асада, в состав которой включены многочисленные шиитские джихадистские группировки, во много раз превышает штаты многих аналогичных формирований, «при этом налицо проиранская направленность этого формирования»
.
20-21 января Израиль в течение суток нанёс два удара по району аэропорта Дамаска (Сирия). Первая атака днём 20 января, по данным Национального центра управления обороной РФ, обошлась без жертв и разрушений. Зенитные комплексы «Панцирь-С1» и «Бук» уничтожили семь израильских ракет. Второй удар — в ночь на 21 января — стал самым мощным с мая 2018 года. По официальным данным, погибли четверо сирийских военных. Неофициальные источники сообщают о как минимум 11 погибших, из них только двое сирийцев. По заявлению Израиля, целью налёта были военные объекты иранского подразделения «Аль-Кудс» в Сирии. По данным Национального центра управления обороной РФ, в ходе отражения второго удара сирийские ПВО уничтожили более 30 крылатых ракет и управляемых авиабомб, однако избежать жертв и разрушений не удалось. Повреждения получила инфраструктура аэропорта Дамаска, погибли (по официальным данным) четыре сирийских военнослужащих. Утверждается также, что в числе уничтоженных целей был российский зенитный ракетно-пушечный комплекс «Панцирь-С1».
Рост террористической активности в зоне деэскалации Идлиб (активизация террористической группировки «Хайат Тахрир аш-Шам», сумевшей серьёзно потеснить находящиеся в Идлибе протурецкие формирования) и проблемы, связанные с обеспечением безопасности на сирийской территории после заявленного вывода войск США, потребовали встречи президентов России и Турции, которая состоялась 23 января в Москве. На переговорах были обсуждены вопросы о возможном проведении совместной сирийско-российской операции против террористических отрядов в Идлибе, а также о формировании Конституционного комитета, участники которого должны будут выработать контуры будущей политической системы Сирии. «Хайат Тахрир аш-Шам» («Джебхат ан-Нусра» и её союзники), одержав в январе победу в междоусобице с умеренными группировками, поддерживаемыми Турцией, укрепила свои позиции и контролировала к концу января свыше 70 % территории провинции Идлиб. «Джебхат ан-Нусра» отказывалась сдавать тяжёлые вооружения и выводить своих боевиков с территории демилитаризованной зоны, о создании которой в сентябре 2018 года договорились президенты России и Турции.

## Февраль
10 февраля формирования коалиции «Сирийские демократические силы» (СДС) в рамках операции «Буря Эль-Джазиры», которая началась 11 сентября 2018 года, приступили к обстрелу двух последних укреплённых пунктов ИГ на восточном берегу реки Евфрат в провинции Дейр-эз-Зор после того, как из района Эль-Багуз по гуманитарному коридору вышли последние группы мирных жителей (всего из этой местности по гуманитарному коридору были эвакуированы 20 тыс. человек). Отряды ИГ, удерживающие территорию в 4 тыс. км² поблизости от границы с Ираком, по сведениям командования СДС, могут насчитывать от 400 до 600 боевиков. Остатки боевиков предприняли попытки прорваться в район Сирийской пустыни на границе с иракской провинцией Анбар и выйти к оазису Эт-Танф, но международная коалиция во главе с США перебросила в эту местность воинские подкрепления и бронетехнику.
13 февраля продюсер вещательной корпорации Би-би-си по Сирии Риам Далати написал в Twitter, что провёл собственное расследование предполагаемой химической атаки в Думе 7 апреля 2018 года и пришёл к выводу о постановочном характере записанной на видео сцены в госпитале, где медики оказывали помощь детям, якобы пострадавшим от действия зарина. В самой Би-би-си заявили, что продюсер высказал своё личное мнение «о некоторых видеоматериалах, которые появились после атаки, но он не говорил, что самой атаки не было». Основные британские СМИ проигнорировали заявление Далати.
14 февраля в Сочи состоялся саммит России, Турции и Ирана, посвящённый сирийскому кризису. Владимир Путин, Реджеп Тайип Эрдоган и Хасан Роухани приняли совместное заявление, в котором подвели итоги развития ситуации в Сирии с момента их последней встречи 7 сентября 2018 года. Стороны подчеркнули «твёрдую и неизменную приверженность суверенитету, независимости, единству и территориальной целостности Сирийской Арабской Республики». Россия, Турция и Иран отвергли «все попытки создать новые реалии „на земле“ под предлогом борьбы с терроризмом» и выразили решимость противостоять сепаратистским планам, направленным на подрыв суверенитета и территориальной целостности Сирии, а также национальной безопасности соседних стран. На саммите рассмотрели ситуацию в Идлибской зоне деэскалации, высказав серьёзную обеспокоенность попытками «Хайат Тахрир аш-Шам» усилить свои позиции в этом районе, договорились эффективно противодействовать этим попыткам.
15 февраля официальный представитель Минобороны РФ генерал-майор Игорь Конашенков сообщил журналистам, что российский Центр по примирению враждующих сторон совместно с правительством Сирии 19 февраля развернёт в районах Джлеб и Джебель-эль-Гураб пункты пропуска для выхода беженцев лагеря «Эр-Рукбан». Министерство обороны России призвало американское командование и лидеров незаконных вооружённых формирований в зоне «Эт-Танф» выпустить из лагеря для беженцев хотя бы женщин и детей, которые насильно удерживаются боевиками в нечеловеческих условиях.
16 февраля формирования СДС освободили из плена террористов в населённом пункте Эль-Багуз более 3 тыс. мирных жителей, использовавшихся боевиками ИГ в качестве живого щита. 15 февраля остатки отрядов ИГ сдались арабо-курдским отрядам СДС, окружившим их в Эль-Багузе. Сложивших оружие террористов, большинство которых являются иностранными наёмниками, перевезут под охраной в тюрьму в окрестностях города Камышлы (провинция Хасеке). Численность боевиков оценивается в 600 человек. Часть боевиков могла покинуть Эль-Багуз по подземным туннелям и скрыться в Сирийской пустыне и пограничных с Ираком районах.
18 февраля в распространённом письменном заявлении заместителя руководителя пресс-службы Госдепартамента США Роберта Палладино было сказано, что США «не препятствуют и не будут препятствовать передвижению каких-либо внутренне перемещённых лиц, желающих покинуть лагерь» «Эр-Рукбан», а также «не будут заставлять кого-либо уйти» из него. Палладино считает, что процесс организации выезда необходимо «тесно координировать с соответствующими учреждениями ООН». В совместном заявлении межведомственных координационных штабов РФ и Сирии по возвращению беженцев, распространённом 16 февраля, было сказано, что гуманитарная помощь, направляемая в лагерь беженцев «Эр-Рукбан», почти не доходит до них, оставаясь в руках подконтрольных США боевиков. По данным Всемирной организации здравоохранения, в «Эр-Рукбане» сейчас находятся около 40 тыс. человек, в основном женщины и дети.
18 февраля по меньшей мере 15 человек погибли и не менее 30 человек пострадали в результате взрыва двух заминированных автомобилей в центре города Идлиб.
Утром 19 февраля в населённых пунктах Джлеб и Джебель-эль-Гураб были открыты гуманитарные коридоры для выхода сирийских граждан из лагеря «Эр-Рукбан». Здесь развёрнуты отделения встречи, медицинского осмотра, санитарно-эпидемиологической обработки, питания, отдыха, оформления документов, а также пункт материального обеспечения и отправки беженцев к местам проживания. Обеспечение безопасности на пунктах пропуска и сопровождение в места размещения осуществляют сирийская армия и служба безопасности совместно с российской военной полицией. Для размещения прибывших беженцев подготовлены места в лагерях и центрах временного размещения беженцев в провинции Риф Дамаск:
- в лагере Хирджилла, 16 км южнее Дамаска, подготовлено 3,93 тыс. мест,
- в лагере Адра Нассер, 20 км северо-восточнее Дамаска — 2,93 тыс. мест,
- в лагере Адра Кахраба, 20 км северо-восточнее Дамаска — 10 тыс. мест,
- в лагере Адра-Двейр, 20 км северо-восточнее Дамаска — 2,3 тыс. мест,
- в лагере Наджха, 14 км юго-восточнее Дамаска — 3 тыс. мест[24].

19 февраля сирийская армия нанесла артиллерийские удары по позициям террористов группировки «Джебхат ан-Нусра» к югу от города Хан-Шейхун (провинция Идлиб) в ответ на нарушения режима прекращения огня (боевики обстреляли населённые пункты в соседней провинции Хама, в том числе христианский город Мхарде, нанеся материальной ущерб теплоэлектростанции, расположенной в его окрестностях).
Как сообщила 21 февраля газета The Washington Post, Великобритания, Франция и Германия отклонили просьбу администрации Дональда Трампа остаться в Сирии после вывода оттуда американских военнослужащих. Американская администрация обращалась к своим союзникам по международной коалиции с просьбой сформировать наблюдательные силы для патрулирования зоны безопасности шириной 20 миль (порядка 32 км) вдоль сирийско-турецкой границы и разделения Турции и сирийских курдов. Опасения европейских союзников США связаны с тем, что США до сих пор не достигли соглашения с Турцией об отказе от нападения на Сирийские демократические силы после ухода США из Сирии. В настоящее время в Сирии помимо американских военных в рамках международной коалиции размещены военнослужащие из Франции и Великобритании, которые, как и американские военнослужащие, ведут разведку, а также обучают и обеспечивают необходимым материально-техническим оснащением формирования СДС.
22 февраля официальный представитель Белого дома Сара Сандерс сообщила, что после вывода американских войск из Сирии там останется небольшой миротворческий контингент численностью около 200 человек.
22 февраля агентство Reuters со ссылкой на высокопоставленного чиновника из администрации президента Дональда Трампа сообщило, что США оставят в Сирии 400 военнослужащих: 200 военных разместятся в так называемой зоне безопасности на северо-востоке Сирии вместе со своими европейскими союзниками по международной коалиции, количество которых будет составлять от 800 до 1500 человек, и ещё 200 — на военной базе международной коалиции в Эт-Танфе.
В феврале министры обороны России и Турции Сергей Шойгу и Хулуси Акар подписали меморандум, регламентирующий действия российских и турецких военных при совместном патрулировании зоны Идлиб.

## Март
1 марта «Сирийские демократические силы» (СДС) начали штурм одного из последних оплотов террористической организации «Исламское государство» в населённом пункте Эль-Багуз (провинция Дейр-эз-Зор) на восточном берегу реки Евфрат. Отряды СДС прекратили огонь в Эль-Багузе в конце января и создали гуманитарный коридор для выхода мирного населения с территории, где остаются боевики ИГ. За февраль им воспользовались, по сведениям СМИ, более 20 тыс. человек, включая членов семей террористов, сдавшихся в плен боевиков и заложников из числа мирных граждан.
1 марта, как сообщила пресс-служба Организации по запрещению химического оружия (ОЗХО), Миссия по установлению фактов применения химического оружия в Сирии (МУФС) представила окончательный доклад по результатам расследования, касающегося инцидента в Думе 7 апреля 2018 года. Оценка и анализ собранной информации дают основания полагать, что в ходе этого инцидента имело место использование в качестве оружия токсичного химиката, содержащего хлор. Сам этот токсичный химикат, по всей видимости, являлся молекулярным хлором. Миссия посетила место атаки, произвела сбор образцов из окружающей среды, опрос свидетелей и сбор других данных. В ходе подготовки доклада миссия «проанализировала большой объём информации, в том числе показания свидетелей, результаты токсикологического и баллистического анализа, а также результаты анализа медико-биологических образцов и образцов из окружающей среды».
3 марта на брифинге в Минобороны РФ генерал-майор Виктор Купчишин сообщил, что в соответствии с решением, принятым на заседании межведомственных координационных штабов России и Сирии по возвращению беженцев на территорию САР, 1 марта в целях предотвращения гуманитарной катастрофы в лагере беженцев Эр-Рукбан были сформированы и направлены к пункту пропуска Джлеб шесть автобусных колонн для добровольного и беспрепятственного возвращения жителей лагеря Эр-Рукбан к местам постоянного проживания. Данная информация была доведена до директора офиса Управления Верховного комиссара ООН по делам беженцев в САР Аяки Ито. Американская сторона, однако, отказалась предоставить гарантии безопасности перемещения гуманитарных колонн в пределах 55-километровой зоны вокруг американской базы в Эт-Танфе.
4 марта Евросоюз известил о расширении санкций в отношении сирийских властей, добавив в список физических и юридических лиц, организаций и органов, подпадающих под ограничительные меры, семь новых министров сирийского правительства. После этих дополнений чёрный список ЕС по Сирии насчитывает 277 физических лиц и 72 компании. Пакет санкций Евросоюза против Сирии, первоначально введённый в мае 2011 года и в дальнейшем последовательно расширявшийся, налагает запрет на практически все виды контактов европейского бизнеса с Сирией, особенно в сфере торговли нефтью и нефтепродуктами. Кроме того, санкции наложены на руководство Сирии (включая президента Башара Асада и членов его семьи), а также выражаются в полном блокировании финансовых операций.
6 марта было опубликовано экстренное совместное заявление межведомственных координационных штабов России и Сирии, в котором говорится, что командование группировкой США в зоне Эт-Танф, отказавшись взять на себя ответственность за обеспечение безопасного и беспрепятственного следования автомобильных колонн через контролируемую им 55-километровую зону, фактически сорвало гуманитарную операцию по спасению сирийских граждан, находящихся в лагере «Эр-Рукбан». В документе подчёркивается, что ни о каком очередном гуманитарном конвое в лагерь, о необходимости которого заявляют американские военные, контролирующие зону Эт-Танф, не может быть и речи, пока жители лагеря продолжают удерживаться в заложниках подконтрольными США формированиями. Руководители координационных штабов призвали американскую сторону «перейти от популизма к реальным действиям: освободить незаконно удерживаемых жителей лагеря „Рукбан“, обеспечить их право на свободный (без оплаты) выход к местам постоянного проживания, предоставить гарантии безопасного прохождения гуманитарных автомобильных колонн через незаконно оккупированную зону Эт-Танф». Также руководители штабов призвали ООН и Международный комитет Красного Креста и Красного Полумесяца предпринять конкретные шаги, а не ограничиваться заявлениями об обеспокоенности судьбой сирийских беженцев: «Как показала практика, никакие гуманитарные конвои с продовольствием не способны решить сложившуюся гуманитарную катастрофу в „Рукбане“. Только его полная ликвидация может прекратить страдания находящихся там не по своей воле сирийцев».
8 марта было начато патрулирование зоны деэскалации Идлиб. Турецкие военные начали патрулировать демилитаризованную зону между турецкими наблюдательными постами Баркум — Тель-Тукан — Сурман; начиная с 17 марта было организовано патрулирование в районах западнее Алеппо, севернее Хамы и в горной Латакии.
9 марта, по данным газеты «Коммерсантъ», российская авиация, дислоцирующаяся на 555-й авиабазе Хмеймим, нанесла точечные авиаудары по объектам боевиков на северо-западе Идлиба в окрестностях населённого пункта Джиср-эш-Шугур, а также в районе между Маарет-эн-Нууман и Абу-Духур (Минобороны РФ эти сообщения опровергло). В районе Абу-Духур на границе между провинциями Идлиб и Алеппо в ответ на огонь со стороны исламистов правительственные войска были вынуждены нанести ракетно-артиллерийские удары по их пунктам управления. Здесь сирийские войска ведут бои с группировкой «Хорас ад-Дин», аффилированной с «Аль-Каидой», и другими отрядами наёмников. 8 марта армия нанесла удары по позициям террористов на юге провинции Идлиб, в ответ на атаки боевиков группировки «Хайат Тахрир аш-Шам».
10 марта в городе Даръа состоялись протесты против установки статуи покойному президенту страны Хафезу Асаду. В июле 2018 года между сирийскими властями и оппозицией при посредничестве России здесь было достигнуто соглашение о примирении. Оно, в частности, предусматривало сохранение местных органов самоуправления, освобождение заключённых, невиновных в террористической деятельности, прекращение преследований представителей оппозиции. Большая часть этих мер не была выполнена. Более того, появились сообщения о новых арестах не только в Даръа, но и в других районах, вернувшихся под контроль Дамаска. Возвращение в центр города памятника Хафезу Асаду жители города сочли провокацией и оскорблением.

## Апрель
С конца марта ситуация вокруг зоны деэскалации Идлиб начала ухудшаться, причём обе стороны конфликта обвиняли друг друга в нарушении меморандума о стабилизации ситуации, подписанного 17 сентября 2018 года в Сочи.
В ночь на 10 апреля боевики из зоны деэскалации Идлиб совершили обстрелы населённых пунктов Телль-эль-Мактал (провинция Идлиб), Хамдания (Хама), Сафсафа (Латакия).
10 апреля подразделения российской военной полиции официально покинули город Таль-Рифаат на севере провинции Алеппо — спустя неделю после того, как они провели совместное патрулирование с турецкими вооружёнными силами в этом районе. Подразделения сирийской армии отказались покинуть город и даже усилили оборону вокруг Таль-Рифаата и соседних селений.
С 11 апреля, согласно источникам газеты «Коммерсантъ», вдоль линии соприкосновения противоборствующих сторон на участке между турецкими постами Баркум и Сурман должно было начаться скоординированное патрулирование совместными колоннами российских и турецких военнослужащих — при этом, как предполагается, турецкие военные будут патрулировать демилитаризованную зону, а российская военная полиция — внешний периметр зоны деэскалации. Было заявлено, что в случае успеха после 20 апреля военнослужащие двух стран приступят к совместному патрулированию северо-восточной части зоны деэскалации.
По информации источников газеты «Коммерсантъ», зона деэскалации Идлиб делится на две части: зону вывода площадью около 3,3 тыс. кв. км, на которой находится 511 населённых пунктов и проживает свыше 2 млн человек, и демилитаризованную зону (около 3,1 тыс. кв. км, 341 населённый пункт, население около 1,69 млн). Помимо гражданского населения в Идлибе находится более 35 тыс. боевиков (в том числе около 8,9 тыс. на западном фронте и почти 15 тыс. на южном).
«Исламское государство», потеряв свой анклав в долине Евфрата, перешло от попыток захвата территории к партизанской войне. 11 апреля уже второй раз за месяц автоколонна Сирийской арабской армии бесследно исчезла на шоссе Пальмира — Дейр-эз-Зор. По мнению командования сирийской армии, колонна попала в засаду боевиков «Исламского государства» и машины вместе с грузами и сопровождавшими их лицами были угнаны в пустыню. В последние два месяца боевики ИГ неоднократно устраивали засады на коммуникациях правительственных сил, в результате чего погибли несколько сирийских и российских военнослужащих. В ответ на эти нападения командование ВС САР направило в пустыню Бадия аль-Шаам дополнительные подкрепления, однако укрытия террористов не удалось обнаружить.
15 апреля израильский военно-аналитический портал Debka со ссылкой на «иностранные разведывательные источники» сообщил о гибели белорусских, иранских и северокорейских военных специалистов 13 апреля во время время авианалёта израильских ВВС на город Масьяф. По утверждению портала, иностранцы занимались модернизацией ракет наземного базирования для Сирии и «Хезболлы». МИД Белоруссии и Госкомвоенпром отрицают данную информацию.
20 апреля российский вице-премьер Юрий Борисов по итогам встречи с сирийским президентом Башаром Асадом заявил, что Россия намерена подписать договор об аренде на 49 лет порта Тартус — одного из двух основных портов Сирии на Средиземном море. Там же находится единственная зарубежная база российского флота. В начале 2017 года Россия и Сирия подписали соглашение о размещении российского Военно-морского флота в порте Тартус на 49 лет. В конце 2017 года президент Владимир Путин подписал закон о ратификации соглашения с Сирией по расширению территории пункта материально-технического обеспечения в порту Тартус. По данным Минобороны, на эти цели ежегодно будет требоваться 3,2 млрд руб. В конце 2018 года сирийские власти сообщили о планах российских компаний построить аэропорт в Тартусе.
После 20 апреля резко участились бомбардировки сирийской и российской авиации в зоне деэскалации Идлиб. Российская авиация присоединилась к операции сирийских ВВС в этом районе ещё в начале марта, нанося в основном точечные удары по районам, откуда ведутся обстрелы граничащих с идлибской зоной населённых пунктов и авиабазы Хмеймим. Правительственная авиация, по данным правозащитников, использует бочковые бомбы.
Несмотря на неисполнение условий сентябрьского соглашения по зоне Идлиб и желание сирийских властей вернуть контроль над этим районом, российские представители продолжали утверждать, что время для масштабной операции ещё не пришло. В конце апреля в интервью ТАСС спецпредставитель президента РФ по Сирии Александр Лаврентьев заявлял: «На данном этапе мы не просто не приветствуем, а даже выступаем против каких-либо крупномасштабных наступательных операций, там очень много мирного населения, которое может быть использовано боевиками в качестве живого щита, допустить чего ни в коем случае нельзя». Президент Владимир Путин тогда же заявил, что на любую вылазку террористов последует ответный удар с российской стороны, но «широкомасштабная операция сейчас нецелесообразна».

## Май
В начале мая обострилась ситуация в районе зоны деэскалации Идлиб. В первой половине месяца была осуществлена наступательная операция ВС Сирии против исламистов на севере провинции Хама. Командование ВС республики поставило задачу очистить от террористов территорию на стыке провинции Идлиб с соседними районами Алеппо, Латакии и Хамы. Начатая военная операция преследовала цель обезопасить от обстрелов боевиков мирные населённые пункты в долине Сахль-эль-Габ у реки Оронт, находящиеся под защитой правительственных сил. Начиная с 21 мая боевики попытались вернуть утраченные позиции. Особенно ожесточённые бои развернулись в районе населённого пункта Кафр-Набуда. В течение мая, как и в апреле, боевики регулярно обстреливали российскую базу Хмеймим. В частности, атаки были осуществлены 2, 6, 8, 19, 22 и 23 мая (в апреле авиабазу Хмеймим и позиции сирийских правительственных войск в провинции Латакия пытались обстрелять 12 раз).
В течение мая правительственные силы освободили 24 населённых пункта на севере провинции Хама и значительно расширили зону своего контроля.
3 мая при поддержке американцев был проведён «Конгресс родоплеменных союзов, племён и народностей Сирии», где прозвучал призыв к сирийским властям признать авторитет возглавляемой курдами администрации на северо-востоке страны.
В субботу 4 мая формирования протурецкой Сирийской национальной армии предприняли попытку прорвать линию обороны проправительственных сил в районе города Тель-Рифаат (между Алеппо и сирийско-турецкой границей). В тот же день в результате огня, открытого с приграничных сирийских территорий, был убит турецкий военнослужащий.
5 мая руководитель российского Центра по примирению враждующих сторон в Сирии генерал-майор Виктор Купчишин сообщил о том, что в районе сирийских населённых пунктов Эль-Латамна (Аль-Латамина) и Кафр-Зита, расположенных на юге зоны Идлиб, под командованием группировки «Хайат Тахрир аш-Шам» формируется ударная группировка боевиков, целью которой может стать атака на сирийский город Хама.
6—16 мая была осуществлена наступательная операция ВС Сирии против исламистов на севере провинции Хама, в ходе которой были освобождены города Кафр-Набуда, Хамамият и Эль-Джабин, а также занят ряд других населённых пунктов и стратегически важных высот.
13 мая президенты России и Турции Владимир Путин и Реджеп Тайип Эрдоган провели телефонные переговоры, обсудив обстановку в зоне деэскалации Идлиб в связи с участившимися нарушениями радикальными вооружёнными формированиями режима прекращения боевых действий. По итогам разговора была создана российско-турецкая рабочая группа по Идлибу.
Террористы ИГ, потеряв контроль над городами на Евфрате, ушли вглубь Сирийской пустыни, откуда совершают нападения на армейские блокпосты и колонны. Так, 16 мая террористы в районе южнее Пальмиры напали на военную колонну, направлявшуюся в провинциальный центр Хомс. В ходе боя погибли и получили ранения более 20 солдат. Командование сирийской армии было вынуждено перебросить на восток Сирии подкрепления, чтобы обеспечить безопасность шоссе, идущего от Дамаска к границе с Ираком.
18 мая сирийские правительственные войска в одностороннем порядке прекратили огонь в Идлибе в связи с праздниками Рамадана. Как отметила газета Al-Watan, антиправительственные вооружённые группировки отказались принять предложенное Турцией 72-часовое прекращение огня. Формирования оппозиционного «Фронта национального освобождения» выдвинули неприемлемые для сирийских властей условия, потребовав от сирийской армии покинуть все отвоёванные с начала мая районы на севере провинции Хама.
Госдепартамент США заявил, что «видит признаки применения властями Сирии химического оружия», включая предположительный удар на северо-западе Сирии (в населённом пункте Кабани, провинция Латакия) утром 19 мая. По словам представителя Госдепартамента США Морган Ортагус, предполагаемое нападение было частью «ожесточённой военной кампании», нарушающей режим прекращения огня в зоне деэскалации Идлиб. Сирийские власти обвинения в свой адрес отрицают. Россия считает, что речь идёт о провокации боевиков. Ещё 18 мая Россия предупреждала членов Совбеза ООН о готовящихся террористами группировки «Джебхат ан-Нусра» провокациях с использованием химического оружия.
21 мая боевики группировки «Хайат Тахрир аш-Шам» начали контрнаступление на юге зоны Идлиб. 21—22 мая боевики ХТШ вернули себе контроль над городом Кафр-Набуда. Завязались ожесточённые бои в городе и в его окрестностях. 26 мая после подхода свежих подкреплений сирийская армия отбила город Кафр-Набуда. Остатки разгромленных формирований боевиков отступили к населённому пункту Эль-Хобейт.
Сирийские военнослужащие и ополченцы организовали преследование противника в районе высот Телль-Сахер. Боевики в то же время попытались взять штурмом стратегический форпост правительственных сил в крепости Калаат-эль-Мадик у входа в долину реки Оронт на северо-западе провинции Хама, но получили отпор.
Впоследствии боевики в течение нескольких дней предпринимали контратаки на населённый пункт Кафр-Набуда.
По сообщениям экспертов, в течение мая подразделения «Аль-Джебхат аш-Шамия» из 3-го корпуса протурецкой Сирийской национальной армии, не участвовавшие в боях с сирийскими войсками с 2016 года, направили две военных колонны к линии фронта в зоне Идлиб, что невозможно было бы сделать без санкции Анкары, не желающей допустить перехода зоны Идлиб под контроль Асада.
26 мая агентство Reuters со ссылкой на источники среди высокопоставленных представителей оппозиции и повстанцев сообщило, что Турция поставила новую партию оружия сирийским повстанцам в зоне Идлиб, в которую входят бронированные машины, пусковые установки «Град», противотанковые управляемые ракеты.
27 мая начал действовать в штатном режиме дополнительный пункт пропуска «Суран» для вывода внутренне перемещённых лиц из зоны деэскалации Идлиб.
28 мая, как сообщил руководитель российского Центра по примирению враждующих сторон в Сирии генерал-майор Виктор Купчишин, сирийские военные уничтожили около 10 боевиков и одно транспортное средство при отражении атаки на населённый пункт Кафр-Набуда в провинции Хама.
29 мая Госдепартамент США заявил об обеспокоенности действиями властей Сирии на юге провинции Идлиб и в соседних районах провинции Хама, а также действиями России, которая их поддерживает: «Неизбирательные атаки на мирных жителей, а также на объекты общественной инфраструктуры, такие как школы, рынки и больницы, являются безрассудной эскалацией конфликта, и это недопустимо»,— заявил пресс-секретарь Госдепа Морган Ортагус.
К этим призывам присоединились министр иностранных дел Великобритании Джереми Хант, глава дипломатии ЕС Федерика Могерини, еврокомиссар по гуманитарной помощи Христос Стилианидис. Так, в заявлении ЕС указывалось: «Значительное усиление военных действий в сирийском Идлибе и северной части Хамы за последний месяц привело к приблизительно 160 жертвам среди гражданского населения и дальнейшему перемещению более 200 тыс. человек. Мы ожидаем, что сирийский режим и гаранты Астаны немедленно выполнят свои обязательства и обеспечат немедленную защиту гражданских лиц». Президент Франции Эмманюэль Макрон и канцлер Германии Ангела Меркель во время телефонного разговора с президентом РФ Владимиром Путиным «призвали Россию выполнить свои обязательства по поддержанию прекращения огня».
В МИД России считают, что инициаторами кампании по обвинению России в ударах по гражданским объектам в провинции Идлиб были американские власти. Такое заявление было сделано после публикации в газете The Washington Post, где присутствовали обвинения в адрес российских и сирийских военных в якобы преднамеренном нанесении авиаударов по «больницам и другим объектам гражданской инфраструктуры» в провинции Идлиб: «Представляется, что наблюдаемая нами кампания по дезинформации запущена с подачи официальных властей США. Дело в том, что Вашингтону выгодно сохранять в неприкосновенности так называемый идлибский территориальный анклав». Целью подобной информационной кампании, подчеркнули в МИД РФ, является искусственное торможение «процесса ликвидации международных террористов в Сирии», а также затягивание вооружённой конфронтации. «Тем самым обеспечивается предлог для сохранения собственного вооружённого присутствия в этой стране, которое препятствует возобновлению доступа законных властей САР к богатым природным ресурсам сирийского Заевфратья и создаёт барьер на пути свободного перемещения людей и товаров по международной автомагистрали Дамаск — Багдад, проходящей через оккупированный США район Эт-Танфа».

## Июнь
В течение мая правительственные силы освободили 24 населённых пункта на севере провинции Хама и значительно расширили зону своего контроля. В начале июня в связи с усилившимися контратаками боевиков командование сирийских ВС было вынуждено временно приостановить наступательные действия.
По данным базирующейся в Лондоне «Сирийской обсерватории по правам человека», за период обострения ситуации вокруг зоны деэскалации Идлиб, начавшегося в конце апреля, российская и сирийская авиация нанесли по Идлибу более тысячи ударов и между проправительственными силами и различными группировками (как ХТШ, так и вооружённой оппозиции) произошло около 4,5 тыс. столкновений.
За период с 30 апреля по начало июня общее число жертв превысило 1400 человек, из них около 400 — гражданские лица. По данным ООН на 7 июня, с конца апреля в ходе боёв на северо-западе Сирии погибли 160 гражданских лиц, более 300 тыс. были вынуждены покинуть свои дома. Human Rights Watch и другие правозащитные организации обвинили Россию и Сирию в использовании кассетных и фосфорных бомб. В России эти обвинения отрицают и подчёркивают, что удары наносятся только по позициям террористов.
2 июня президент США Дональд Трамп призвал Россию, Сирию и Иран прекратить бомбардировки сирийской провинции Идлиб. Пресс-секретарь президента России Дмитрий Песков, комментируя это заявление, ответил, что речь идёт о мерах, предпринимаемых для нейтрализации террористов, совершающих обстрелы из Идлиба. Песков констатировал, что «в Идлибе по-прежнему имеется достаточно высокая концентрация террористов и боевиков, которые используют эту концентрацию для нанесения ударов как по гражданским объектам, так и для осуществления различных агрессивных выпадов в сторону российских военных объектов. Такая ситуация неприемлема».
Ранее официальный представитель МИД РФ Мария Захарова заявила, что Воздушно-космические силы России осуществляют в Сирии удары исключительно по подтверждённым разведывательными данными объектам террористов.
Сохранение зоны деэскалации Идлиб является одним из источников напряжённости в отношениях между Сирией и Турцией. Сирийские власти рассматривают Турцию не иначе как государство-оккупант и мечтают о возвращении Идлиба под свой контроль. Как заявил глава МИД Сирии Валид Муаллем, «турецкий режим, который оккупирует части сирийской территории, должен вывести оттуда свои войска и признать территориальную целостность Сирии».
2 июня Армия обороны Израиля подтвердила, что израильские истребители и боевые вертолёты поразили несколько военных целей сирийской армии в ответ на ракетную атаку в направлении Голанских высот со стороны Сирии. Ранее сирийское агентство SANA сообщило, что силы противоракетной обороны Сирии сбили две ракеты противника к югу от Дамаска. По данным агентства, в результате атаки погибли трое и ранены семь военнослужащих, а также был причинён «незначительный материальный ущерб». В ночь на 3 июня ракетному обстрелу израильской авиации подвергся военный аэродром Т-4 в сирийской провинции Хомс.
6 июня развернулись ожесточённые бои на территории провинции Хама, входящей в зону деэскалации Идлиб. Как сообщил руководитель Центра по примирению враждующих сторон в Сирии генерал-майор Виктор Купчишин, «с наступлением тёмного времени суток около 500 боевиков террористической группировки „Хайат Тахрир аш-Шам“ и союзных им формирований атаковали позиции правительственных сил в районе населённых пунктов Джуббайн и Телль-Миллх в провинции Хама. В наступлении боевиков участвовало шесть танков, четыре боевые машины пехоты, 20 автомобилей повышенной проходимости с установленными на них крупнокалиберными пулемётами и другая военная техника». По утверждению оппозиции, контрнаступление боевиков стало ответной реакцией на бомбардировку Идлиба сирийской и российской авиацией.
7 июня сирийская армия и ополченцы захватили высоты Телль-Мильх, господствующие над местностью к северо-западу от провинциального центра Хама, но через несколько дней отошли под натиском превосходящих сил противника. 8 июня сирийским войскам удалось разблокировать шоссе между городами Сукейлабия и Мхарде.
За 6-8 июня, по данным «Сирийской обсерватории», с обеих сторон погибло более 250 человек. По информации оппозиции (не получившей официального подтверждения), российские военнослужащие были вынуждены отступить с одной из баз в провинции Хама. По сообщениям СМИ, вооружённые группировки используют против российских и сирийских самолётов зенитные управляемые ракеты, которые, вероятнее всего, поставляет Турция.
В ночь на 9 июня сирийская авиация атаковала тыловые базы боевиков в Эн-Накире и Абдине на юге провинции Идлиб. По информации газеты Al Watan, удары ВВС и реактивной артиллерии были нанесены по опорным пунктам в Хан-Шейхуне, Маарет-Наамане, Кафр-Зите и Морике. Удары правительственных сил последовали за ракетным обстрелом военного аэродрома в окрестностях города Хама боевиками из экстремистской группировки «Катаиб аль-Изза», которые вновь просочились к стратегическим высотам Телль-Мильх. С начала недели на этом участке фронта сирийские военнослужащие и ополченцы из Сил национальной самообороны потеряли убитыми 39 бойцов.
12 июня вступило в силу соглашение о полном прекращении огня на территории зоны деэскалации Идлиб, подписанное по инициативе российской стороны при посредничестве Турции.
15 июня в ходе возобновившихся боёв бойцы сирийской армии при поддержке ополченцев из Сил национальной обороны вновь заняли стратегические высоты Телль-Мильх на северо-западе провинции Хама. Сирийские военнослужащие также освободили населённый пункт Эль-Джебин, восстановив контроль над шоссе между городами Мхарде и Сукейлабия, находящимися под защитой правительственных сил.
Тем временем элитные подразделения сирийской армии «Силы Тигра» под командованием генерала Сухейль аль-Хасана вели бои за высоты Телль-эс-Сахер к северу от города Кафр-Набуда.
Утром 20 июня боевики ХТШ обстреляли населённый пункт Джалама к северо-западу от Хамы. По жилым кварталам было выпущено 12 реактивных снарядов. В результате обстрела были разрушены три жилых дома, погиб один мирный житель, а ещё двое получили ранения.
Пока правительственные силы старались сдерживать атаки джихадистов ответным огнём, боевики стягивали всё новые силы на юг Идлибской зоны деэскалации. Так, 20 июня источники в соцсетях сообщили, что в направлении города Хан-Шейхун выдвинулась колонна из восьми бронированных пикапов с пулемётами, автобуса с боевиками и двух грузовиков, которые перевозили ящики с боеприпасами и другое имущество. На въезде в населённый пункт Кафр-Зета были отмечены девять автомобилей, на которые установлены кустарно сработанные системы залпового огня. Параллельно в район города Аль-Латамина — ещё одного крупного оплота террористов на юге зоны Идлиб — прибыли несколько установок РСЗО, три танка и несколько грузовиков с боевиками.
24 июня Верховный комиссар ООН по правам человека Мишель Бачелет выразила «крайнюю обеспокоенность» эскалацией боёв в Идлибе и на западе Алеппо (Сирия) и сообщениями о сотнях убитых и раненых мирных жителей и разрушении гражданской инфраструктуры, включая больницы и школы, «что в основном было вызвано авиаударами правительства Сирии и его союзников, но также, в меньшей степени, стало следствием наземных атак вооружённых групп». По словам верховного комиссара ООН, «более 200 тыс. человек стали перемещёнными лицами, хотя многие из них ранее уже были вынуждены покинуть свои дома в других районах Сирии». Бачелет призвала «принять все возможные меры» для защиты мирных жителей, «немедленно прекратить применение тяжёлых вооружений в густонаселённых районах».
Как сообщила в конце июня газета Al-Watan, шейхи арабских племён в пограничном с Ираком регионе Абу-Кемаль на востоке Сирии объявили о формировании отрядов народного ополчения, которые будут поддерживать правительственные войска. Потребность в таких формированиях возникла в связи с возвращением на территорию Ирака отрядов шиитского ополчения «Аль-Хашд аш-Шааби», которые ранее сражались на стороне сирийской армии в войне против группировки «Исламское государство». Абу-Кемаль был освобождён от ИГ ещё в ноябре 2017 года, однако террористы продолжают совершать вооружённые вылазки в этом районе.
30 июня отряды радикалов во главе с формированиями «Джейш Аль-Изза» и «Хайат Тахрир аш-Шам» предприняли наступление в районе населённых пунктов Аль-Хувейз и Джалама. Обе атаки были отбиты.

## Июль
В течение месяца продолжались ожесточённые бои между сирийской армией и радикальными исламистскими группировками на северо-западе провинции Хама, начавшиеся ещё в июне.
В ночь на 1 июля израильские военные самолёты из ливанского воздушного пространства нанесли ракетный удар по городам Дамаск и Хомс. По сообщению агентства SANA, погибло четыре человека, в том числе ребёнок. Ряд жилых строений получил повреждения.
В начале июля президент Сирии Башар Асад произвёл масштабные перестановки в силовых структурах. Глава Национального бюро безопасности Али Мамлюк был назначен вице-президентом Сирии по делам безопасности, а его место занял генерал Мухаммад Диб Зейтун, ранее возглавлявший Управление общей разведки (госбезопасность). Главой госбезопасности стал Хусам Лука, который ранее возглавлял управление политической безопасности. На его место пришёл Насер аль-Али, занимавший должности начальника управлений политбезопасности в Алеппо и Даръа. Управление уголовной безопасности возглавил Насер Диб, ранее руководивший отделением политической безопасности в Хаме, а также являвшийся помощником руководителя отдела политической безопасности в Дамаске. Самым резонансным изменением стала отставка генерала Джамиля Хассана, главы Управления разведки ВВС — самой влиятельной сирийской спецслужбы. Его место занял его помощник, генерал Гассан Исмаил.
29 июля начальник Главного оперативного управления российского Генштаба Сергей Рудской заявил, что находящиеся в Сирии американцы «разграбляют принадлежащие законному правительству страны нефтяные объекты и месторождения в Заевфратье» — «Конако», «Эль-Омар» и «Танак». По словам Рудского, занимаются «разграблением национальных богатств» сотрудники частных военных компаний, численность которых уже превышает 3,5 тыс. человек. Их деятельность «осуществляется под прикрытием авиации международной антитеррористической коалиции». Значительная часть доходов от контрабанды углеводородов расходуется на содержание вооружённых формирований, подкуп шейхов арабских родоплеменных союзов и разжигание антиправительственных настроений.
По российским данным, военнослужащие США занимаются подготовкой боевиков: «В районе 55-километровой зоны вокруг Эт-Танфа инструкторы США ведут подготовку крупного вооружённого формирования „Магавир ас-Саура“ и ряда мелких групп боевиков для так называемой Армии арабских племён. Общая численность боевиков достигает 2700 человек», — сказал Рудской. По окончании подготовки часть боевиков перебрасывают на подконтрольные правительству Сирии территории, чтобы они дестабилизировали обстановку и совершали диверсии. По словам генерала, «присутствие таких групп отмечено в районах населённых пунктов Эс-Сувейда, Пальмира и Абу-Кемаль».
По словам генерал-полковника Рудского, российские ВКС во взаимодействии с турецкой стороной занимаются выявлением и точечным уничтожением огневых средств террористов, их техники, вооружения и складов с боеприпасами в зоне деэскалации Идлиб. В частности, за июнь-июль в юго-западной части зоны деэскалации Идлиб «точечными ударами было уничтожено 11 танков, 17 БМП, 12 реактивных систем залпового огня, 29 пикапов с крупнокалиберными пулемётами, а также три склада, на которых находились более 40 беспилотных летательных аппаратов». Российские ВКС также во взаимодействии с сирийскими ВВС отражают атаки боевиков на позиции правительственных сил.

## Август
ООН и ситуация в Идлибе
1 августа секретариат ООН сообщил, что генсек ООН Антониу Гутерриш принял решение учредить «внутреннюю комиссию секретариата по расследованию ряда инцидентов, имевших место в северо-западной части Сирии с момента подписания „Меморандума о стабилизации в зоне деэскалации Идлиб между Российской Федерацией и Турцией 17 сентября 2018 года“ с точки зрения Устава ООН». Запрос на проведение такого расследования направили 10 стран Совета Безопасности (Великобритания, Франция, США, Германия, Бельгия, Перу, Польша, Кувейт, Доминиканская Республика, Индонезия). В МИД РФ заявили, что это решение носит провокационный характер и может быть использовано для создания новых препятствий на пути политического урегулирования в Сирии. Как заявляет МИД РФ, сирийская армия при поддержке российских ВКС осуществляет сугубо ответные и ограниченные действия по нейтрализации террористов и уничтожению их объектов. В МИД РФ также поставили под сомнение способность секретариата ООН выстроить работу «комиссии по расследованию», учитывая, что Идлибская зона деэскалации, по сути, контролируется преимущественно террористами.
Россия выступает против этой инициативы, поскольку она была выдвинута лишь сейчас, в связи с ситуацией вокруг Идлиба, но не тогда, когда международная коалиция во главе с США в ходе борьбы против ИГ фактически стёрла с лица земли Ракку и другие города. Поэтому, если уж такая комиссия создана, Россия предлагает посвятить большую часть её работы тем инцидентам, которые были связаны с уничтожением инфраструктуры в городах на северо-востоке Сирии.
Межсирийские переговоры в Нур-Султане и одностороннее прекращение огня
1-2 августа в Нур-Султане (Казахстан) прошла тринадцатая международная встреча высокого уровня по Сирии. В ней приняли участие делегации стран-гарантов (Ирана, России и Турции), правительства Сирии и сирийской вооружённой оппозиции. В качестве наблюдателей на переговоры также были приглашены высокие представители ООН и Иордании. Впервые на встрече в качестве наблюдателей присутствовали представители Ливана и Ирака. США заявили, что единственной площадкой для сирийского урегулирования является ООН, а поэтому Вашингтон не намерен «ни в какой форме» участвовать в переговорах в рамках астанинского процесса.
1 августа было объявлено, что в целях стабилизации обстановки в Сирии и в поддержку 13-го раунда межсирийских переговоров президент Башар Асад принял решение о полном прекращении огня и любых наступательных действий в зоне деэскалации Идлиб с 00:00 2 августа 2019 года. Было также заявлено, что Сирия в ответ на эту инициативу ожидает от турецкой стороны полного выполнения положений сочинских договорённостей от 17 сентября 2018 года, предусматривающих вывод боевиков и вооружения из демилитаризованной зоны, прекращение обстрелов, разблокирование трассы М5 Дамаск — Алеппо.
2 августа делегация сирийской оппозиции на переговорах в Нур-Султане согласилась на перемирие в Идлибе. Группировка «Хайат Тахрир аш-Шам» (ХТШ) (бывшая «Джебхат ан-Нусра»), однако, заявила об отказе вывести свои формирования и тяжёлое оружие из демилитаризованной зоны. По информации СМИ, под контролем ХТШ и ряда других экстремистских группировок сейчас находится не менее 80 % территории провинции Идлиб.
2 августа по завершении очередного раунда межсирийских переговоров спецпредставитель президента РФ по Сирии Александр Лаврентьев заявил, что сирийские власти и умеренная вооружённая оппозиция согласовали последние шесть кандидатур в состав Конституционного комитета и окончательный список передан на утверждение спецпосланнику генсека ООН по Сирии Гейру Педерсену, который должен окончательно сформировать список и согласовать процедуры и правила работы комитета.
Американо-турецкие договорённости
В результате американо-турецких переговоров, которые прошли в Анкаре 5-7 августа, было достигнуто соглашение об организации в Турции центра проведения совместных операций для создания на севере Сирии буферной зоны. При этом американские представители заявляют, что «задачей Министерства обороны [США] в Сирии остаётся окончательная победа над ИГ». Часть севера Сирии — в частности, территории к востоку от Евфрата — в настоящее время контролируется курдскими отрядами самообороны, поддерживаемыми США. Принципиальная позиция Анкары состоит в том, что весь север Сирии «должен стать зоной безопасности и его нужно полностью очистить от [курдских формирований] „Сил народной самообороны“ (СНС), Партии „Демократический союз“ и Рабочей партии Курдистана», которые Турция считает террористическими. 7 августа Минобороны Турции сообщило, что в результате переговоров стороны пришли к компромиссу: Турция будет контролировать зону шириной в 30-40 км вглубь сирийской территории при координации с США. При этом министр обороны США Марк Эспер заявил, что США не намерены прекращать поддержку СДС. Сирийские власти категорически отвергают договорённости между США и Турцией, касающиеся создания так называемой зоны безопасности на сирийской территории, и рассматривают их как посягательство на национальный суверенитет и нарушение международных норм и Устава ООН. Россия, со своей стороны, рассчитывает на то, что курды и сирийские власти в результате диалога придут к соглашению о восстановлении контроля сирийского правительства над северными районами страны.
7 августа министр национальной обороны Турции Хулуси Акар заявил о переходе к завершающему этапу подготовки новой военной операции на севере Сирии.
12 августа в турецкий город Шанлыурфа в 50 км от границы с Сирией прибыла первая группа военнослужащих США, которые будут работать в этой структуре.
Восстановление активности ИГ
6 августа был обнародован очередной ежеквартальный доклад генерального инспектора Министерства обороны США о ходе операции «Непоколебимая решимость» (Inherent Resolve), которую проводят в Ираке и Сирии силы международной коалиции, возглавляемой США. В докладе утверждается, что террористическая группировка «Исламское государство» (ИГ) укрепляет свои позиции в Ираке и находится в процессе возрождения в Сирии, что связано с сокращением присутствия сил США и, как результат, уменьшением поддержки партнёров США в Сирии и сокращением возможностей для удерживания освобождённых районов.
В докладе также отмечается, что ИГ проявляет активность в сирийском лагере беженцев Аль-Хол в провинции Эль-Хасака на северо-востоке Сирии, имеющую целью рекрутирование новых членов из большого числа внутренне перемещённых лиц, проживающих на территории лагеря. По российским данным, в этом лагере находится более 70 тыс. человек, из них около 40 % — это иракские граждане. США добиваются, чтобы иностранцев, воевавших на стороне боевиков, забрали из Сирии те страны, чьими гражданами они являются. Европейские государства отказываются это делать. Россия также считает, что люди, совершившие преступление на территории другого государства, должны привлекаться к суду в этом государстве — то есть в Сирии. Неоднозначным представляется и вопрос о судьбе женщин и детей, находящихся в лагере. Многие женщины сами воевали в рядах ИГ, а что касается детей, то в ИГ с ранних лет жизни детей воспитывали в духе ИГ, обучали стрельбе, они принимали участие в казнях и боевых действиях.
Активность США в северо-восточных районах Сирии
2 августа спецпредставитель президента РФ по сирийскому урегулированию Александр Лаврентьев заявил на брифинге, что, «несмотря на заявление господина Трампа, что американский контингент будет выведен, мы фиксируем сейчас, наоборот, наращивание этого контингента. В том числе за счёт присутствия частных охранных предприятий <…> на территориях, подконтрольных „Сирийским демократическим силам“».
В совместном заявлении России, Ирана и Турции по итогам межсирийских переговоров страны — гаранты астанинского процесса выступили против попыток создания самоуправления в курдских районах на северо-востоке Сирии, предпринимаемых под предлогом борьбы с терроризмом, и «выразили решимость противостоять сепаратистским планам, направленным на подрыв суверенитета и территориальной целостности Сирии».
6 августа телеканал Al Hadath сообщил о переброске через иракско-сирийскую границу крупной партии оружия формированиям «Сил демократической Сирии» (СДС). Колонна из более 200 грузовиков и бронетранспортёров проследовала на военные базы, расположенные в провинции Хасеке на северо-востоке Сирии. По утверждению телеканала, переброска оружия связана с подготовкой турецкой армии к военной операции на востоке от Евфрата. В свою очередь, министр обороны США Марк Эспер предупредил Турцию, что США «предотвратят любое одностороннее вторжение на территорию Сирии, которое будет угрожать интересам их союзников из СДС, ведущих борьбу с террористической группировкой „Исламское государство“».
Срыв перемирия и переход сирийской армии в наступление
Несмотря на введённый сирийской армией в одностороннем порядке 2 августа режим прекращения огня в зоне деэскалации Идлиб, командование действующих здесь группировок увеличило число обстрелов населённых пунктов. Только за 6 августа было зафиксировано 42 обстрела 33 населённых пунктов в провинциях Алеппо, Латакия, Хама и Идлиб, включая город Алеппо; 5 августа — 25 обстрелов 19 населённых пунктов в провинциях Алеппо, Латакия и Хама. Продолжились и обстрелы российской авиабазы Хмеймим.
Сирийское командование 5 августа заявило, что «сирийская армия будет вести боевые операции против террористических формирований, действующих под различными названиями, и отвечать на их нападения».
7 августа сирийская армия отразила контратаки экстремистов, пытавшихся вернуть под свой контроль утраченные ими позиции на севере провинции Хама, после чего перешла в наступление и полностью освободила населённые пункты Арбаин, Хасрая и Закят. По информации агентства САНА, разгромленные отряды группировки «Джейш аль-Изза» отступили к своим последним укреплённым пунктам на севере Хамы — Эль-Латамна и Кфар-Зейт. В боях участвуют элитные подразделения сирийской армии под названием «Силы Тигра» под командованием генерала Сухейля аль-Хасана. Армия наступает в направлении административной границы с соседней провинцией Идлиб и оплота экстремистских группировок «Джебхат ан-Нусра» и «Джейш аль-Изза» — города Хан-Шейхун, расположенного на стратегическом шоссе М5 Хама — Алеппо, в 52 км от центра провинции Идлиб. Оборонительные линии, созданные в этом районе, прикрывают проход к главному плацдарму вооружённой оппозиции в горной местности Джебель-эз-Завия у границы с Турцией. Численность населения составляет примерно 50 тыс. человек. Российские СМИ отмечают, что отряды вооружённой сирийской оппозиции, поддерживаемой Турцией, в ходе начавшегося наступления сирийской армии были вынуждены на определённых этапах действовать против проправительственных сил совместно с ХТШ.
10-11 августа сирийская армия добилась решающего перелома в наступлении на Хан-Шейхун, освободив штурмом два населённых пункта — Эль-Хобейт (аль-Хубейт) и Сукейк, расположенные соответственно к востоку и западу от Хан-Шейхуна, что позволило начать окружение города. Занятые районы находились вне контроля сирийских властей с 2012 года. По данным Минобороны РФ, 10-11 августа «при отражении атак боевиков на позиции правительственных войск погибли 23 и ранено семь военнослужащих». По данным «Сирийской обсерватории по правам человека», только в сражении за Эль-Хобейт погибло более 130 человек, из них 53 — сирийские военные. Одновременно на севере соседней провинции Хама войска прорвали оборонительные порядки террористов на линии Эль-Латамна — Кфар-Зейта — Закят, заставив их отступить к Хан-Шейхуну.
12 августа министр национальной обороны Турции Хулуси Акар в интервью телеканалу TRT Haber заявил, что «с июня в результате обстрелов и авиаударов сторонников Асада, поддерживаемых ВКС России, в зоне деэскалации <Идлиб> погибли около 400 невинных людей». Министр назвал удары сирийской армии по Идлибу, где, по его словам, умеренная оппозиция пытается «защищать свою территорию», «безнравственными и беспощадными». Сирийская оппозиция обвиняет сирийские власти и Россию в убийствах гражданского населения. По данным «Сирийской обсерватории по правам человека», с 30 апреля по 11 августа в зоне боевых действий были убиты 3179 человек, включая 890 мирных граждан, большинство из которых погибли в результате действий сирийских и российских военных. Около 80 мирных граждан стали жертвами вооружённых группировок.
16 августа газета «Коммерсантъ» сообщила, что за десять дней наступления сирийской армии на юге зоны деэскалации Идлиб ей удалось установить контроль над 18 населёнными пунктами на границе между провинциями Хама и Идлиб. По состоянию на вечер 15 августа проправительственные силы находились в нескольких километрах от Хан-Шейхуна. Российская сторона подчёркивает, что действия сирийских войск и поддерживающей их российской авиации не противоречат российско-турецким договорённостям и что речь идёт не о наступательной операции, а о контратаках в ответ на действия террористов. По словам официального представителя МИД России Марии Захаровой, «сирийские войска при поддержке российской авиации проводят точечные операции по подавлению террористической активности, принимая все меры по обеспечению безопасности гражданского населения внутри зоны деэскалации».
14 августа в ходе операции над Хан-Шейхуном был сбит истребитель-бомбардировщик Су-22 ВВС Сирии, пилот был захвачен в плен. Всего, по данным «Сирийской обсерватории по правам человека», за десять дней с момента нарушения режима тишины погибли более 160 человек из числа сирийских военнослужащих и бойцов проправительственных сил, более 220 — со стороны ХТШ и вооружённой оппозиции, а также 40 мирных жителей.
18 августа сирийская армия овладела высотами Кфар-Айдун и подошла вплотную к городу Хан-Шейхун. По информации телеканала Al Manar, войска одной армейской группировки прорвали оборонительные рубежи противника в районе населённого пункта Ракая и ведут бои к северо-западу от города, тогда как другая армейская группировка окружает Хан-Шейхун с востока. К северу от города сирийская авиация и артиллерия наносят удары по линиям снабжения боевиков, идущим от Маарет-Наамана и Кфар-Сиджны.
Одновременно на севере соседней провинции Хама сирийские войска пытались замкнуть кольцо окружения вокруг так называемого «треугольника смерти» — территории между населёнными пунктами Эль-Латамна, Кфар-Зейта и Закят. Из этих районов боевики вели постоянные обстрелы мирных городов и селений, находящихся под защитой сирийской армии.
19 августа ВВС Сирии нанесли удар по турецкой колонне бронетехники, следовавшей от города Маарет-Нааман к Хан-Шейхуну, на юг зоны деэскалации Идлиб. По данным катарского канала «Аль-Джазира», колонна состояла примерно из сорока транспортных средств, включая танки, и десятков военнослужащих. По утверждению Турции, колонна направлялась в сторону турецкого наблюдательного поста № 9 (расположен в Морике на границе провинций Хама и Идлиб) «для обеспечения безопасности, сохранения путей снабжения и предотвращения гибели мирных жителей» и её передвижение было согласовано с Россией. По версии турецкой стороны, в результате атаки погибли три сирийских мирных жителя и ещё двенадцать человек получили ранения. Сирия, со своей стороны, обвинила Турцию в оказании помощи боевикам, удерживающим Хан-Шейхун.
В ночь на 19 августа сирийские войска заняли позиции на подступах к городу, но обороняющиеся получили неожиданное подкрепление: отряды протурецкой Сирийской свободной армии в течение предшествовавшей недели были переброшены в этот район, придя на помощь вооружённым отрядам умеренной оппозиции, объединённым во Фронт национального освобождения. Ранее, с 2016 года по май 2019 года, ССА не участвовала в боях с проправительственными силами.
Тем временем президент России Путин, находившийся в Париже, подчеркнул, что Россия полностью поддерживает действия сирийской армии: «Были и неоднократно предпринимались попытки атак нашей военно-воздушной базы на Хмеймиме как раз из идлибской зоны… Поэтому мы поддерживаем усилия сирийской армии по проведению локальных операций по купированию этих террористических угроз».
По сообщениям СМИ, 19 августа сирийские войска вошли в город Хан-Шейхун. Как сообщила «Сирийская обсерватория по правам человека», правительственные войска вошли на территорию города впервые с 2014 года. По её данным, в ходе предшествовавшего сражения погибли 59 человек, включая 43 джихадистов.
Как сообщил 20 августа телеканал Al-Mayadeen, формирования вооружённой оппозиции начали вывод своих сил из Хан-Шейхуна после того, как сирийской армии удалось занять господствующие над городом высоты Теллет-Нимр и перекрыть огнём линии снабжения противника по шоссе Хама — Алеппо.
20 августа телеканал Al Hadas сообщил, что сирийские войска перекрыли все дороги вокруг турецкого наблюдательного поста № 9 в Морике. По его информации, к Морику ранее отступили отряды вооружённой оппозиции из осаждённых сирийской армией городов Кфар-Зейта, Эль-Латамна, Лахая и Латмин на севере провинции Хама. Туда же, возможно, направилась часть боевиков, сражавшихся в городе Хан-Шейхун. Глава МИД Турции Мевлют Чавушоглу, однако, предупредил, что Турция не собирается переносить свой наблюдательный пост из Морика в другое место, и посоветовал Дамаску «не играть с огнём», поскольку, по его словам, Турция готова принять «все необходимые меры для обеспечения безопасности в этом районе».
21 августа, по сообщению новостного портала «Аль-Масдар», сирийские войска взяли под свой полный контроль город Хан-Шейхун. Военнослужащие завершили окружение города и вошли в него с разных направлений, приступив к операции по зачистке кварталов от террористов. Сапёры проводят разминирование дорог и построек.
Как отмечает газета Al-Watan, освобождение Хан-Шейхуна откроет сирийской армии дорогу на Маарет-Нааман и Кфар-Сиджну, где находятся два других форпоста вооружённой оппозиции на перекрёстках дорог север — юг, запад — восток. По сведениям издания, стремительное продвижение правительственных сил стало причиной раздоров между боевиками. Полевые командиры обвиняют друг друга в измене и поспешной сдаче позиций сирийским войскам.
23 августа представитель Генштаба сирийской армии заявил, что ВС Сирии полностью очистили северные районы провинции Хама от террористических формирований, «освободив 16 населённых пунктов на севере Хамы, а также город Хан-Шейхун на юге провинции Идлиб». Он сообщил, что инженерные части сирийской армии приступили к разминированию населённых пунктов и прилегающей территории. Бойцы сирийской армии и отряды ополченцев установили контроль над городом Кфар-Зейта, заняли высоты Эль-Ховейз и долину Вади-эль-Аназ к востоку от города Морик. Продолжались бои за Эль-Таманаа.
Министр иностранных дел Турции Мевлют Чавушоглу заявил, что Турция не намерена выводить своих военнослужащих с наблюдательного поста в сирийском городе Морик на севере провинции Хама, который заняли бойцы сирийской армии и отряды ополченцев. По сведениям телеканала Al Hadath, район расположения турецкого наблюдательного поста блокирован сирийской армией. На его территории укрылась большая группа боевиков из разгромленных формирований вооружённой оппозиции.
26 августа газета Al Watan сообщила, что сирийская артиллерия и авиация приступили к нанесению интенсивных ударов по форпосту террористов в Маарет-Наамане и его окрестностям на юге провинции Идлиб, готовясь ко второй фазе операции по освобождению населённых пунктов, расположенных вдоль стратегического шоссе Хама — Алеппо. На пути к Маарет-Нааману, который находится в 25 км к северу от города Хан-Шейхун, войскам предстоит выбить боевиков из укреплённых районов в Эт-Тахе, Маар-Шамарине и Джерджаназе. 24 августа сирийские войска начали осаду города Эль-Таманаа на юге Идлиба, где обороняются террористы из группировки «Джебхат ан-Нусра». По сообщению телеканала Al Manar, армия и ополченцы 26 августа возобновили наступление на форпост противника в Каббане на северо-востоке провинции Латакия, который прикрывает проход к горному перевалу Джиср-эш-Шугур на шоссе Латакия — Алеппо.
27 августа аффилированные с «Аль-Каидой» экстремистские группировки «Хорас ад-Дин» и «Ансар ад-Дин» нанесли неожиданный удар по позициям сирийской армии к востоку от города Хан-Шейхун. Ожесточённые бои завязались вокруг населённых пунктов Салумия, Телль-Мерек, Джадваия и Шим-эль-Хава. Обе стороны несут тяжёлые потери.
Обострение ситуации в Идлибе потребовало незапланированного визита президента Турции Реджепа Тайипа Эрдогана в Россию и встречи с российским президентом Владимиром Путиным. 27 августа в Москве Владимир Путин заявил о поддержке идеи создания зоны безопасности для Турции на её южных границах, что, по его словам, «будет хорошим условием для обеспечения территориальной целостности самой Сирии». Это заявление прозвучало неожиданно на фоне позиции сирийского руководства, считающего турецкое присутствие на территории Сирии оккупацией. Со своей стороны, президент Турции вновь обвинил власти Сирии в том, что они «бомбят гражданское население под предлогом борьбы с терроризмом». Президент Путин возложил всю ответственность за обострение ситуации на террористов и заявил, что в ходе российско-турецких переговоров были намечены «дополнительные совместные меры для нейтрализации террористических очагов в Идлибе и нормализации обстановки и в этой зоне и, как следствие, в Сирии в целом».
30 августа российский Центр по примирению враждующих сторон заявил, что сирийские войска в одностороннем порядке прекратят огонь в зоне деэскалации Идлиб с 06:00 мск 31 августа. Центр по примирению призвал командиров вооружённых формирований в зоне Идлиб «отказаться от проведения вооружённых провокаций и присоединиться к процессу мирного урегулирования в подконтрольных им районах». Прекращение огня было объявлено под давлением со стороны России и стало первым результатом визита в Россию президента Турции Реджепа Тайипа Эрдогана.
По словам главы МИД Турции Мевлюта Чавушоглу, в ходе переговоров Россия дала гарантии безопасности турецких наблюдательных пунктов в Идлибе, один из которых в результате сирийского наступления оказался на территории, контролируемой сирийской армией, а другие — в зоне боевых действий. 1 сентября в сирийских СМИ появилась информация, что Турция активизировала переговоры между ХТШ и «Национальным фронтом освобождения» — зонтичной структурой вооружённой оппозиции в Идлибе. Оппозиция требует от ХТШ распустить созданное ХТШ «правительство спасения» и передать в её руки административное управление в этом районе.
31 августа авиация западной коалиции во главе с США нанесла в районе между населёнными пунктами Маарет-Мисрин и Кафер-Хая (провинция Идлиб) ракетный удар по штабу группировки «Хорас ад-Дин (Хуррас ад-Дин)», созданной в 2018 году боевиками, вышедшими из «Хайат Тахрир аш-Шам», и аффилированной с террористической сетью «Аль-Каида». По информации телеканала Al-Mayadeen, в результате атаки было уничтожено более 40 боевиков и полевых командиров. Сообщается, что пострадавшие и разрушения зафиксированы не только в лагере террористов, но и в близлежащих населённых пунктах. Как заявили в Центральном командовании Вооружённых сил США, операция была направлена против главарей боевиков, «ответственных за атаки, угрожающие гражданам США, их партнёрам и мирным жителям».
Как заявил российский Центр по примирению враждующих сторон в Сирии, американский авиаудар привёл к многочисленным жертвам и разрушениям. В заявлении было подчёркнуто, что удар был нанесён в нарушение всех ранее достигнутых договорённостей, без предварительного уведомления российской и турецкой стороны, и поставил под угрозу дальнейшее сохранение режима прекращения огня в зоне деэскалации Идлиб, а на ряде направлений — сорвал его.

## Сентябрь
Несмотря на начало совместной деятельности турецких и американских военных по созданию зоны безопасности на севере Сирии, турецкая сторона осталась недовольна тем, что американцы не выполняют договорённости. Президент Эрдоган заявил, что если американцы не обеспечат безопасность на севере Сирии до конца сентября, то военное вмешательство неизбежно.

## Октябрь
Операция «Источник мира»
Основная статья: Операция «Источник мира»
9 октября Турция объявила о начале на северо-востоке Сирии операции «Источник мира» (тур. Barış Pınarı Harekâtı). Операция вооружённых сил Турции и протурецких вооружённых формирований сирийской оппозиции (так называемой Сирийской национальной армии и др.), вторгшихся на север Сирийской Арабской Республики, была направлена против курдских вооружённых формирований YPG («Отряды народной самообороны», «Курдские отряды самообороны»), которые Турция считает террористическими, а также коалиции «Сирийские демократические силы» (СДС), созданной и финансировавшейся США для борьбы с ИГИЛ. Цель операции состояла в создании буферной зоны (зоны безопасности), где в случае успеха планировалось разместить 2 млн сирийских беженцев, в своё время нашедших убежище на территории Турции.
В ходе операции турецкие войска и их союзники установили контроль над сирийскими приграничными городами Рас-эль-Айн и Телль-Абьяд и соседними районами, перерезав стратегическое шоссе M4, проходящее параллельно сирийско-турецкой границе.
Начало операции фактически подтолкнуло сирийских курдов к переговорам с руководством Сирии. 13 октября представители курдской Автономной администрации северо-восточных районов при содействии российского Центра по примирению враждующих сторон в Сирии достигли соглашения с сирийским правительством о вводе правительственных войск в районы, контролируемые курдами. 14 октября сирийские подразделения начали выдвижение на север Сирии и в течение нескольких дней взяли под свой контроль города Манбидж, Кобани, Эт-Табка, Эр-Ракка и соседние районы, две гидроэлектростанции, мосты через Евфрат, а также стратегические шоссе.
США с самого начала операции отказались поддержать её и начали вывод своих вооружённых подразделений из северных районов Сирии. 17 октября США и Турция по итогам переговоров в Анкаре достигли соглашения о приостановке операции на 120 часов, чтобы дать возможность курдским отрядам покинуть создаваемую Турцией 30-километровую пограничную зону безопасности.
22 октября президенты России и Турции Владимир Путин и Реджеп Тайип Эрдоган провели в Сочи переговоры, которые закрепили новые зоны влияния на северо-востоке Сирии. Президенты пришли к соглашению, суть которого заключается в сохранении статуса-кво и предоставлении 150 часов для отвода всех курдских формирований от границы с Турцией на всём её протяжении, после чего Россия и Турция начнут совместное патрулирование освобождённой курдами территории, а на границу с Турцией вернутся сирийские пограничники.
9 октября после официального объявления о начале операции турецкие ВВС нанесли ряд ракетно-бомбовых ударов по курдским позициям на сирийско-турецкой границе.
В ответ курды обстреляли приграничные города Турции (Акчакале, Нусайбин и Джейланпынар).

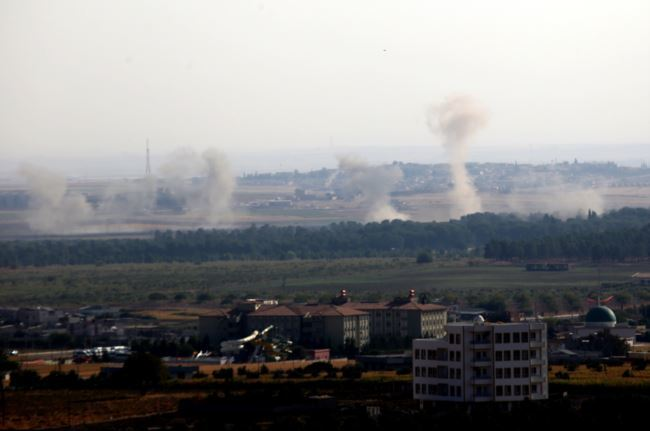
Последствия артобстрела турецкой армией города Рас-эль-Айн 10 — 11 октября 2019 года

После нанесения авиаударов турецкая армия приступила к наземному этапу операции. Части турецкого армейского спецназа в ночь на 10 октября продвинулись вглубь северо-восточных районов Сирии, в том числе в направлении приграничного города Телль-Абьяд (провинция Ракка). Турецкие самоходные артиллерийские установки и танки с вечера 9 октября вели обстрел объектов «Сирийских демократических сил» (СДС) в этом районе. 9 октября коалиция СДС объявила о всеобщей трёхдневной мобилизации.
10 октября продолжились столкновения в приграничной зоне. К турецкой армии присоединились боевики протурецкой «Сирийской национальной армии», захватившие ряд деревень к востоку от Телль-Абьяда, стремясь взять его в кольцо.
Турецкая армия сосредоточила свои силы на уничтожении инфраструктуры, нанося удары по станциям водоснабжения и электроснабжения, плотинам, нефтедобывающим скважинам и жилым кварталам, что привело к гибели ряда гражданских лиц и значительному материальному ущербу.

Ход военных действий с 9 октября 2019 года

11 октября турецкие войска при поддержке союзников предприняли попытку штурма населённого пункта Ад-Дербасия, который находится у самой границы между Рас эль-Айном и Эль-Камышлы.
12 октября турецкая армия продолжила наступление на севере Сирии. Турецкая артиллерия обстреливала укрепрайоны курдов у приграничного города Эт-Телль-эль-Абьяд, в то время как к городу стягивались отряды «Сирийской национальной армии», захватившие по меньшей мере 17 поселений. Продолжились ожесточённые бои в районе города Рас-эль-Айн.
13 октября протурецкие боевики заняли ряд населённых пунктов на периферии города Рас-эль-Айн и перерезали стратегическое шоссе М4 в 30 км от границы, связывающее Ракку и Эль-Хасаку. Позже новостной портал Anadolu сообщил о начале штурма города Эт-Телль-эль-Абьяд. Во второй половине дня город перешёл под контроль турецкой армии и их союзников. Турецкие войска и их союзники захватили ещё несколько приграничных посёлков к юго-западу от города Рас-эль-Айн. В районе города Камышлы ВВС Турции нанесли авиаудар по опорным пунктам СДС; в результате авиаудара из строя была выведена электростанция. Турецкая артиллерия продолжила обстреливать курдские укрепления в окрестностях города Рас-эль-Айн, а также в соседнем городе Дербасия.
Взяв под свой контроль города Рас-эль-Айн и Телль-Абьяд, Турция заявила о намерении развивать успех. Реджеп Тайип Эрдоган 14 октября пообещал, что в ближайшее время союзные турецкой армии отряды сирийской оппозиции войдут в стратегически важные города Манбидж и Кобани, контролируемые курдами. Официальный представитель турецкого президента Ибрахим Калын подтвердил, что Анкара не намерена прекращать операцию, пока не будут решены поставленные перед армией задачи, несмотря на растущее давление со стороны США и союзников по НАТО.
По сообщению сирийского телеканала Al Ihbaria, 14 октября подразделения турецкой армии пытались взять под свой контроль шоссе вдоль границы с Турцией, связывающее Алеппо с административным центром Хасеке на северо-востоке страны. Бои турецкой армии с курдскими формированиями шли в районе населённых пунктов Тувейджель и Эль-Ховейш.
13 октября сирийское информационное агентство SANA сообщило о начале переброски сирийских войск на север для «противостояния турецкой агрессии». Сирийские подразделения без боя прошли все курдские блокпосты и вошли в город Манбидж. Началу ввода правительственной армии на территории, контролировавшиеся курдами, предшествовали переговоры представителей курдских «Сирийских демократических сил» и официальных властей Сирии на российской военной базе Хмеймим, целью которых было достижение соглашения в связи с турецкой операцией.
14 октября Автономная администрация северо-восточных районов сообщила, что соглашение с сирийским правительством было достигнуто «для защиты границ Сирии и её суверенитета». Курды заявили, что рассчитывают на то, что сирийская армия займёт позиции по всей границе Сирии с Турцией для оказания помощи «Сирийским демократическим силам» в отражении турецкой атаки и «освобождении районов, занятых турецкой армией и её наёмниками». Тем временем правительственные силы заняли позиции на линии соприкосновения с формированиями сирийской вооружённой оппозиции из коалиции «Щит Евфрата» в окрестностях Манбиджа. В Минобороны России сообщили, что сирийская армия установила полный контроль над Манбиджем и соседними населёнными пунктами. Над Манбиджем был поднят сирийский флаг. Российская военная полиция приступила к патрулированию города.
В тот же день подразделения сирийской армии, вступившие на северо-запад провинции Эль-Хасака, вошли в населённый пункт Телль-Тамер в 30 км от турецкой границы, выйдя таким образом к шоссе вдоль границы с Турцией, связывающему Алеппо с административным центром Эль-Хасака на северо-востоке страны. Сирийские правительственные силы установили контроль над населённым пунктом Айн-Исса, городом Эт-Табка и близлежащим аэродромом в провинции Ракка, а также заняли ряд мостов через Евфрат и две гидроэлектростанции.
15 октября сирийские подразделения выдвинулись из Манбиджа в направлении пограничного города Кобани (Айн-аль-Араб) с задачей занять позиции на границе с Турцией и взять под контроль участок стратегического шоссе Алеппо — Хасеке в соответствии с соглашением между Дамаском и курдской автономной администрацией.
Тем временем руководитель российского Центра по примирению враждующих сторон в Сирии генерал-майор Алексей Бакин призвал «население районов, ранее подконтрольных ВС США и их союзникам по международной коалиции, воздержаться от агрессивных действий в отношении военнослужащих вооружённых сил западных государств либо союзных им формирований. Власти Сирийской Арабской Республики и российское командование предпринимают все необходимые меры для обеспечения безопасного вывода военнослужащих иностранных государств, предотвращения межэтнических столкновений и иных вооружённых конфликтов в районах, возвращающихся под контроль сирийского правительства, ликвидации террористической угрозы и полномасштабного восстановления мирной жизни».
16 октября передовые отряды сирийской армии вошли в город Ракка, который до последнего времени находился под контролем курдских военизированных формирований. Тогда же подразделения сирийской армии вошли в пограничный город Кобани (Айн-эль-Араб).
17 октября газета Al Watan сообщила, что подразделения сирийской армии вышли к границе с Турцией в районе Сук-эль-Халь к северу от города Кобани и подняли сирийский флаг над пограничным постом. Правительственные силы появились в пограничных районах Сирии впервые с 2012 года. Подразделения сирийской армии расширили своё присутствие в районе Телль-Тамер на северо-западе провинции Эль-Хасака, заняв все населённые пункты в радиусе 15 км от этого города. Сирийские военнослужащие вышли к селениям Эль-Манаджир и Эль-Ахрас в 40 км от административного центра Эль-Хасака. На востоке провинции Алеппо сирийские войска вошли в населённый пункт Султания, южнее Манбиджа. Всего в течение недели сирийская армия восстановила контроль над площадью 1 тыс. кв км в окрестностях этого города.
17 октября США и Турция по итогам переговоров в Анкаре достигли соглашения о приостановке операции на 120 часов, чтобы дать возможность курдским отрядам покинуть создаваемую Турцией 30-километровую пограничную зону безопасности (район между населёнными пунктами Телль-Абьяд и Рас-эль-Айн, захваченный в ходе турецкого вторжения). Курдские формирования, входящие в коалицию СДС, согласились на прекращение огня, объявленное США и Турцией.
21 октября турецкая армия, взявшая под контроль город Рас-аль-Айн, открыла гуманитарный коридор для выхода курдских отрядов, всё ещё скрывающихся в городе. Вылетая на встречу в Сочи с президентом Путиным, Эрдоган заявил о намерении Турции продолжить операцию, если курдские формирования не выполнят своих обещаний: «К настоящему времени около 700—800 террористов уже покинули зону безопасности, мы ожидаем, что до 22:00 с этих территорий выйдут ещё 1,2 тыс.».
Тем временем сирийские войска приступили к созданию крупной военной базы в районе города Эт-Табка, на месте бывшего военного аэродрома. В результате боевых действий базе был нанесён значительный материальный ущерб, ВПП была взорвана. Аэродром уже принял вертолёты ВКС России, безопасность стратегического объекта обеспечивают военнослужащие сирийской армии и союзные ей отряды.
Как сообщило 22 октября агентство SANA, сирийская армия расширяет контролируемые территории в районе города Телль-Тамер (провинция Хасака) и развёртывает позиции на трассе Эль-Хасака — Алеппо. Многочисленные источники сообщают также о развёртывании правительственных сил на севере Сирии вдоль трассы М-4 в ключевых точках у городов Манбидж, Айн-Исса, Тель-Тамер и Камышлы.
Подразделения Сирийской арабской армии и иранские ополченцы Корпуса стражей Исламской революции начали подготовку к строительству нового моста через Евфрат у города Абу-Кемаль (восточная часть провинции Дейр-эз-Зор), чтобы иметь возможность оперативно перебрасывать свои части на левый берег реки. 22 октября к Абу-Кемалю прибыла колонна из 20 грузовиков с понтонами и сборными конструкциями.
22 октября президенты России и Турции Владимир Путин и Реджеп Тайип Эрдоган провели в Сочи переговоры, которые закрепили новые зоны влияния на северо-востоке Сирии. В результате многочасовых напряжённых переговоров президенты подписали меморандум о взаимопонимании, суть которого заключается в сохранении статуса-кво в существующем районе операции «Источник мира» между городами Тель-Абьяд и Рас-эль-Айн глубиной до 32 км и предоставлении 150 часов для отвода всех курдских формирований от границы с Турцией на всём её протяжении, после чего Россия и Турция начнут совместное патрулирование освобождённой курдами территории, а на границу с Турцией вернутся сирийские пограничники.
23 октября на сирийскую сторону государственной границы за пределами зоны операции «Источник мира» вводятся подразделения российской военной полиции и сирийской пограничной службы, которые будут содействовать выводу курдских отрядов самообороны (КОС) и их вооружения на 30 км от сирийско-турецкой границы, который должен завершиться в течение 150 часов. С этого момента начнётся совместное российско-турецкое патрулирование на глубину до 10 км от границы к западу и к востоку от района операции «Источник мира», кроме города Эль-Камышлы. Все курдские отряды и их вооружения также выводятся из Манбиджа и Телль-Рифъата.
Это соглашение фактически ограничило зону операции «Источник мира», изначально включавшую территорию от Манбиджа на западе до иракской границы на востоке, достаточно небольшим районом между городами Тель-Абьяд и Рас-эль-Айн на севере и трассой М4 на юге. Курдские отряды заявили об окончании отхода из этой зоны буквально за час до оглашения содержания меморандума.
Президент Сирии Башар Асад поддержал принятое решение и заявил о готовности пограничных войск Сирии к совместному патрулированию приграничной зоны с сотрудниками российской военной полиции.
23 октября Минобороны РФ опубликовало карту Сирии, на которой указаны зоны, в которых будут работать совместные российско-турецкие патрули. На карте также указано, где будут размещены 15 постов сирийской пограничной службы.
23 октября в Сирию из России прибыла первая дополнительная группа военных полицейских. Уже с 12:00 23 октября они начали патрулирование зоны вдоль сирийско-турецкой границы. Подразделения военной полиции России будут размещаться на базе в Кобани (Айн-эль-Арабе).
Министр обороны РФ Сергей Шойгу провёл видеопереговоры с командующим «Сирийских демократических сил» Мазлумом Абдо, в ходе которых гарантировал безопасность мирного населения в 30-километровой зоне вдоль сирийско-турецкой границы. Шойгу также сообщил Абдо о планах расширения маршрутов патрулирования и увеличения числа подразделений российской военной полиции в районе сирийско-турецкой границы
.
По сообщению агентства SANA, 24 октября в районе Телль-Тамер произошло боестолкновение между сирийскими и турецкими войсками. Сообщается, что турецкие силы пытались занять несколько деревень, сирийские войска ответили на нападение, но понесли потери.
25 октября Минобороны РФ сообщило о дополнительной переброске в Сирию ещё около 300 военных полицейских из Чечни для выполнения спецзадач в 30-километровой зоне на сирийско-турецкой границе. С аэродромов Ростовской области и Краснодарского края на авиабазу Хмеймим для военных полицейских перебросят более 20 бронеавтомобилей «Тигр» и «Тайфун-У».
29 октября министр обороны РФ Сергей Шойгу заявил, что курды завершили отвод своих вооружённых подразделений из 30-километровой зоны.
Действия США
24 октября пресс-служба Пентагона заявила о намерении направить дополнительные силы и средства на северо-восток Сирии под предлогом необходимости защиты нефтяных месторождений от боевиков террористической группировки «Исламское государство» или «других дестабилизирующих субъектов» совместно с «Сирийскими демократическими силами». По сведениям газеты The Wall Street Journal, речь идёт о сохранении на северо-востоке Сирии военного контингента США численностью 500 человек, а также об отправке в провинцию Дейр-эз-Зор нескольких десятков танков и другой техники для охраны нефтяных месторождений. Минобороны РФ охарактеризовало намерение США «охранять» сирийскую нефть как «государственный бандитизм».
Рейд на Баришу
Основная статья: Рейд на Баришу
27 октября президент США Дональд Трамп на специально созванной пресс-конференции объявил об уничтожении лидера группировки «Исламское государство» Абу Бакра аль-Багдади. По утверждению Трампа, его обнаружили и убили в сирийской провинции Идлиб при содействии России, Турции, Сирии, Ирака и курдов. Минобороны России выразило сомнения в достоверности этой информации и дало понять, что, даже если гибель главаря террористов действительно имела место, она не окажет никакого влияния на оперативную обстановку в Сирии. 31 октября «Исламское государство» подтвердило смерть аль-Багдади. Новым лидером ИГ стал Абу Ибрагим аль-Хашими аль-Кураши.

## Ноябрь
1 ноября российские и турецкие военные провели первое совместное патрулирование к востоку от реки Евфрат.
13 ноября в городе Камышлы на севере Сирии начала работу российская авиационная комендатура, сформированная для обеспечения полётов группы транспортно-боевых вертолётов армейской авиации ВКС РФ, сохранности вертолётов, охраны и обороны территории. Российские вертолёты приступили к регулярному воздушному патрулированию в начале ноября. Зона воздушного патрулирования постоянно расширяется. В неё, в частности, включена провинция Хасеке, граничащая с Турцией и Ираком. Группа российской армейской авиации, размещённая в этом районе на постоянной основе, будет обеспечивать авиационную поддержку подразделений российской военной полиции, с конца октября патрулирующих этот район Сирии.
14 ноября военная полиция РФ взяла под охрану грунтовой аэродром в районе населённого пункта Метрас около Кобани (север провинции Алеппо), где находилась военная база США. Американские военные использовали местный аэродром для снабжения своих баз, а также для доставки военной помощи «умеренной» оппозиции. После того, как американцы спешно покинули свою базу 13 ноября, сюда сразу же перебазировались вертолёты армейской авиации ВКС России, чтобы не позволить американцам вывести из строя взлётно-посадочную полосу, как они поступали ранее с другими оставленными базами. Объект взяли под охрану подразделения российской военной полиции. На территории базы остались оборудованные кондиционерами модули для комфортного проживания, мобильные гигиенические комплексы, рассчитанные на обслуживание около ста человек, автономная система энергообеспечения. Начальник российского Центра по примирению враждующих сторон Сергей Жмурин сообщил журналистам о начале развёртывания в Метрасе центра выдачи гуманитарной помощи местным жителям.
15 ноября сирийский лидер Башар Асад в интервью телеканалу «Россия-24» заявил, что США препятствуют нормализации отношений между Дамаском и курдами, в которых наметился прогресс после проведения Турцией операции «Источник мира». Он отметил, что после турецкого вторжения «появился прогресс» в отношениях между курдами и сирийскими властями. «Россия играет важную роль в этом вопросе, — сказал он. — В решении вопросов иногда мы идём вперед, а иногда делаем шаг назад по разным причинам. Одна из этих причин — давление США на вооружённые группировки в Сирии, чтобы те не соглашались с сирийским правительством, и это ожидаемо». Вместе с тем, по словам президента, власти Сирии продолжают непрерывный диалог даже с теми курдскими группами, которых поддерживают США.
По словам Асада, после возвращения сирийской армии на северо-восток Сирии власти «пытаются убедить» группы, действующие «по указаниям Вашингтона», в том, что стабильность будет обеспечена тщательным соблюдением сирийской конституции: «Когда сирийская армия возвращает контроль, вместе с армией возвращаются государственные институты Сирии». Асад также заявил, что власти Сирии готовы принять в свою армию курдские отряды, чтобы дать отпор Турции на севере Сирии, однако курды пока не готовы к этому.
Асад признал, что курдские вооружённые формирования не везде отошли на 30 км от границы Сирии с Турцией, как это было предписано российско-турецким меморандумом, и подчеркнул, что российско-турецкий меморандум должен выполняться: «После того как он будет реализован, мы обязательно скажем туркам: давайте, начинайте отвод сил».
По мнению Асада, инициатива Анкары по возвращению сирийских беженцев на подконтрольные турецкой армии территории может привести к конфликту этнического характера в этом регионе: «Такое развитие событий приведёт к конфликту между собственниками земель, проживающими в местных городах и деревнях людьми, владельцами недвижимости и сельскохозяйственных угодий и новыми поселенцами, потому что законные жители этих районов не поступятся своими правами в отношении своих территорий. Это означает, что такой конфликт будет иметь этнический характер». По его мнению, основная цель турок — «привести на эти земли террористов», которые действовали на территории Сирии и были разбиты, вместе с их семьями для того, чтобы они сформировали новое радикализированное общество «в соответствии с тем видением, которого придерживается турецкий режим президента Турции Реджепа Тайипа Эрдогана».
17 ноября элитные подразделения сирийской армии установили контроль над горным районом Зувейкат на севере провинции Латакия. Отряды группировки «Джебхат ан-Нусра» отступили к Каббани, где находится их основной форпост. В ходе операции сирийским ВВС удалось уничтожить несколько туннелей в горной местности, по которым передвигались боевики, и снайперские огневые точки. Форпост в Каббани прикрывает проход к стратегическому горному перевалу Джиср-эш-Шугур на шоссе Латакия — Алеппо, который находится с 2014 года в руках формирований «Джебхат ан-Нусры» и «Туркестанской исламской партии», состоящей из наёмников-уйгуров.
18 ноября представитель командования группировкой войск ВС РФ в Сирии сообщил журналистам о переходе под контроль правительственных сил второй по мощности в Сирии Тишринской ГЭС (провинция Алеппо). С 18 ноября российская военная полиция начала патрулировать район вокруг этого стратегического объекта. Тишринскую ГЭС во время гражданской войны захватили и долгое время контролировали боевики ИГ. В настоящее время станция снабжает электроэнергией провинции Ракка и Алеппо. В середине ноября под контроль правительственных сил перешла самая большая в стране ГЭС в городе Табка (провинция Ракка).
22 ноября спецпредставитель США по Сирии Джеймс Джеффри на заседании Совета Безопасности ООН призвал сохранять экономическое давление на Дамаск и не оказывать ему помощь в восстановлении страны: «Не может быть помощи Дамаску в восстановлении Сирии, пока не начнётся внушающий доверие политический процесс. И я думаю, что эта позиция совпадает с позицией многих наших европейских партнёров, мы будем работать вместе с ними, чтобы удостовериться, что давление сохраняется», — заявил американский дипломат.
26 ноября было распространено заявление Совета национальной безопасности Турции, заседание которого проходило под председательством президента Реджепа Тайипа Эрдогана. В заявлении было отмечено, что операция «Источник мира» будет продолжаться до тех пор, пока не будут достигнуты поставленные цели.
В тот же день в результате взрыва заминированного автомобиля в сирийском населённом пункте Телль-Халаф к западу от города Рас-эль-Айн по меньшей мере 17 человек погибли, более 20 человек пострадали. Об этом сообщило Министерство национальной обороны Турции, которое возложило ответственность за произошедшее на членов Рабочей партии Курдистана и курдских «Сил народной самообороны».
30 ноября командующий «Сирийских демократических сил» (СДС) Мазлюм Абди заявил, что курды поддерживают политическое урегулирование в Сирии, которое бы гарантировало сохранение её территориального единства, но при этом будут «добиваться признания своих прав, учитывая, что проект курдской автономной власти на севере страны реализуется восемь лет и стал свершившимся фактом». Абди подтвердил, что курды настроены на продолжение диалога с сирийским правительством при посредничестве российской стороны. Касаясь судьбы курдских формирований, командующий СДС не исключил, что в будущем они могут стать частью вооружённых сил Сирии: «Это произойдёт после достижения политического соглашения с властями, а пока мы сохраняем в руках оружие».

## Декабрь
Наступление правительственных войск в провинции Идлиб
3 декабря в провинции Алеппо в результате миномётного обстрела боевиков погибло десять человек, среди них восемь детей.
4 декабря в интервью агентству Reuters министр обороны Марк Эспер США заявил, что США завершили процесс сокращения и передислокации своего военного контингента на северо-востоке Сирии. По его словам, всего в Сирии останутся 600 военнослужащих ВС США.
11 декабря сирийские военные сбили БПЛА террористов в долине Аль-Габ на западе провинции Хама.
17-18 декабря отряды ИГ захватили плацдарм на административной границе сирийских провинций Дейр-эз-Зор и Хомс. Две группы боевиков (каждая не менее 50−60 человек) в ночь на 17 декабря атаковали блокпосты сирийской армии на трассе М20 Тадмор (Пальмира) — Дейр-эз-Зор южнее месторождения нефти Аш-Шола. Оба блокпоста были захвачены. Часть сирийских военных погибла, остальные отступили к Дейр-эз-Зору
.
18 декабря около сотни боевиков на танках и БТР атаковали позиции сирийской армии у Таманы и на высоте в районе Зайтуны (провинция Идлиб). Атаки проводили боевики вооружённых группировок «Хайат Тахрир аш-Шам», «Хуррас ад-Дин» и «Сирийская национальная армия». Сирийская армия отбила все атаки, уничтожив один танк и один бронетранспортёр террористов. Позднее около 200 боевиков при поддержке десяти автомобилей повышенной проходимости с установленным на них крупнокалиберным вооружением атаковали армейские позиции в районе населённых пунктов Умм-Халахиль и Зарзур провинции Идлиб.
19 декабря в результате двух массированных атак боевиков в провинции Идлиб погибли 17 военнослужащих и ещё 42 человека получили ранения. Обе атаки были отражены, было уничтожено и ранено до 200 террористов.
20 декабря САА объявила о начале второго этапа наступательной операции в провинции Идлиб. За несколько часов боёв сирийским военным удалось выбить боевиков из города Умм-Джалал. Позднее под контроль правительственных сил перешли посёлки Рабия, Шаара и Хирбет.
21 декабря САА и союзные ей ополчения после затяжных боев с «Тахрир аш-Шам» заняли посёлки Харан, Катра и Аль-Бурдж на юго-востоке провинции Идлиб.
22 декабря сирийские правительственные силы в провинции Идлиб отразили несколько атак боевиков, потеряв убитыми шесть человек, ещё 13 военных получили ранения. Как заявил газете al Watan заместитель начальника генштаба ВС Сирии генерал Селим Харба, сирийское командование приняло «патриотическое решение» вернуть под контроль государства южные районы Идлиба и западные окрестности Алеппо. Помимо «Джебхат ан-Нусры» сирийской армии противостоят протурецкие оппозиционные группировки из «Фронта национального освобождения».
24 декабря сирийская армия взяла под полный контроль стратегически важный город Джарджаназ в 10 км от ключевого города Мааррат-эн-Нууман на юго-востоке провинции Идлиб, что позволило установить контроль над важной магистралью Хама — Алеппо.
26 декабря сирийская правительственная армия вернула под свой контроль деревни и города в южной части провинции Идлиб, в том числе населённый пункт Сурман, где находится один из наблюдательных постов турецкой армии.
26 декабря российские военные полицейские заняли оставленный американскими военными опорный пункт в посёлке Телль-Самин — стратегическом районе на перекрёстке дорог, которые связывают город Ракку с центральной частью Сирии, её северными районами и городами в пойме реки Евфрат. Телль-Самин находится в 26 км от Ракки. Как неоднократно заявляли сирийские власти, пока пункт был американским, боевикам удавалось провозить по этим дорогам оружие и боеприпасы.
28 декабря террористы два раза атаковали позиции сирийских военных в районе города Джарджаназ. Правительственные силы отбили все атаки боевиков. В каждом из нападений участвовали до 50 боевиков при поддержке пяти-шести пикапов с установленным на них тяжёлым вооружением. В результате нападения убиты или ранены до 30 человек.
29 декабря в окрестностях города Айн-Иса на севере провинции Ракка произошло боестолкновение между турецкими войсками и подразделениями сирийской армии. Турецкие войска атаковали позиции сирийских военнослужащих, открыв огонь из артиллерийских орудий. В результате были уничтожены три бронемашины, среди сирийских солдат есть погибшие и раненые. Нападение последовало за вооружённой вылазкой курдских бойцов в Айн-Исе, в результате которой погибли трое турецких военных.